# آمادو پاته دیالو
آمادو پاته دیالو (انگلیسی: Amadou Pathé Diallo؛ زادهٔ ۱۱ اکتبر ۱۹۶۴) بازیکن سابق و مربی فوتبال اهل مالی است.
از باشگاه‌هایی که در آن بازی کرده است می‌توان به باشگاه فوتبال پنافیل، باشگاه فوتبال اسپورتینگ، باشگاه ورزشی پورتیموننزه، و باشگاه فوتبال آکادمیکو ویزئو اشاره کرد.
وی همچنین در تیم ملی فوتبال مالی بازی کرده است.